# Sin palabras
Sin palabras é uma telenovela mexicana, produzida pela Televisa e exibida em 1969 pelo Telesistema Mexicano.

## Elenco
- Amparo Rivelles - Chantal Duhamel
- Jorge Barreiro - Adrián Duval
- Carlos Bracho - Pierre Duhamel
- Gregorio Casal - Capitán Christian Von Nacht
- Alicia Montoya - Elise
- Chela Castro - Catherine
- Javier Ruán - Levin
- María Rubio - Sara
- Martha Zavaleta - Kapo
- Claudia Islas - Nathalie
- Marilú Elizaga - Marie
- Ricardo Mondragón - Mose
- Héctor Sáez - Carlos